# 荒川浩和
荒川 浩和（あらかわ ひろかず、1929年10月26日 - ）は、日本の工芸研究者。
秋田県生まれ。1954年学習院大学文学部卒。56年同大学院修士課程修了。1954年東京国立博物館にはいり、漆工室室長、工芸課課長を務めた。

## 編著書
- 『漆芸文様』編 マリア書房 1966
- 『蒔絵』箱根美術館 やさしい美術の話 1966
- 『南蛮漆芸』編著 美術出版社 1971
- 『印籠』編 マリア書房 1972
- 『美術撰集 第8巻 彫漆』フジアート出版 1974
- 『漆椀百選』編集 光琳社出版 1975
- 『日本の漆芸 3-4　蒔絵』編 中央公論社 1978
- 『日本の漆芸　5 漆絵・根来』編集 中央公論社 1979
- 『漆工芸』保育社 カラーブックス 1982
- 『螺鈿』高橋敏写真 同朋舎出版 1985
- 『蒔絵漆芸 細川家伝来』編集 京都書院 1988
- 『弁当箱 特種製紙コレクション 宴と旅の器』編著 しこうしゃ図書販売 1990
- 『根付 たくみとしゃれ』編 淡交社 1995
- 『すがり(餘香) 漆と香の道具』淡交社 2006

### 共編著
- 『根来』溝口三郎共編 熱海美術館 1966
- 『日光 カラー』矢萩和巳写真 荒川解説 沼尾正彦案内 山と渓谷社 山渓カラーガイド 1970
- 『琉球漆工芸』徳川義宣共著 日本経済新聞社 1977
- 『日本の工芸 カラー 6 漆工』共著 大塚清吾ほか写真 淡交社 1978
- 『ほんものの漆器 買い方と使い方』高森寛子,山本英明他共著 新潮社 とんぼの本　1997

## 論文
- ＜荒川浩和